# 数字黄金货币
数字黄金货币（英語：Digital gold currency, DGC）是一种基於黄金質量的电子货币形式。这种货币的典型计量单位是克或者金衡制盎司，有时候也使用黄金迪纳尔做单位。数字黄金货币通过未配额或者分散配额的黄金存储来资助。到2006年1月，数字黄金货币供应商持有超过8.6公吨的黄金作为储备，价值大约1.54亿美元。

## 供应商
数字黄金货币由很多供应商发行。每个竞争供应商都发行独立的数字黄金货币，基本都以他们的公司名字命名。当前流通的数字黄金货币有
- e-gold-第一个数字黄金货币供应商，创立于1996年
- e-Bullion-2000创立
- e-dinar-2000年创立
- GoldMoney-2001年创立
- 1MDC-2001年创立
- Pecunix-2002年创立
- Crown gold- 2002年创立
- Liberty Reserve-2002年创立

e-gold和Liberty Reserve是应用最流行的数字黄金货币供应商，拥有最大数量的用户。在黄金储备总量方面，GoldMoney是领导供应商(2006年5月)。

## 特征

### 资产保护
不像部分储备的银行业，数字黄金货币100%的把用户的存款以储值方式存储。数字黄金货币的支持者主张存款应该被保护以避免由于法定货币天生的通货膨胀贬值和其他任何可能的经济风险。这些风险还包括不同国家和地区的货币政策，支持者已经认识到它对纸币价值的伤害。

### 金条投资
由黄金担保的数字货币是最流行的，尽管e-gold，e-bullion和e-Dinar还提供由白银担保的数字货币，而goldmoney和Crowne Gold 也提供白银储备。其他数字白银货币包括eLibertyDollar和Phoenix Silver，在黄金和白银之外，e-gold还提供铂钯担保的数字货币。贵金属数字货币为人们提供一个有机会使用金条投资来增值的方法，而没有运输和存储的麻烦。

### 兑换法定货币
某些供应商，如e-gold是不向用户直接销售数字货币的。如果是e-gold用户，必须通过数字黄金货币兑换商来购买和出售数字黄金货币。根据e-gold网站对此的解释是完全脱离债务和可能的借债，从而完全避免任何商业风险。数字黄金货币由于不是政府发行的，因此是一种私人货币。

### 不可撤销的交易
不像信用卡，数字黄金货币没有办法撤销交易，即使是合理的错误，未授权的付款，销售商不发货等原因所致。由此考虑，数字黄金货币的付款就像现金交易一样，而paypal的交易更像信用卡交易。

### 全球货币
支持者声称数字黄金货币是一种真正的全球的，无国界的世界货币，独立于汇率波动。金、银、铂和钯每一个都可以用国际货币代码ISO 4217识别。

### 风险
数字黄金货币是一种实物货币形式，它的存款以黄金而不是法定货币为单位计量。因此数字黄金货币的购买力波动和黄金价格相关。如果黄金价格上涨，那么就变得更有价值，如果黄金价格下跌，那么会价值损失。
现在还没有具体的金融条例监管数字黄金货币供应商，因此他们以自我管制的方式运作。数字黄金货币供应商不是银行，因此银行条例是不适用的。然而，创立于2002年的全球数字货币协会是一个在线货币运营，兑换，商户和用户的非營利組織协会。此协会监督用户的举报和对兑换商的声誉进行评级，评级操作是根据用户的举报事实来确认的。

## 批评
数字黄金货币供应商和兑换商一直被指责为欺诈性HYIP计划的中介。2006年1月，商业周刊报道了ShadowCrew使用e-gold系统 牵扯进大量的身份信息盗取的在线团体。然而e-gold主席声称对任何使用e-gold的犯罪活动决不妥协。